# Polosmina
Die Polosmina, auch Pallasmina, war ein russisches Volumenmaß und ein halbes Achtel.
- 1 Polosmina = 2 Pajoki = 4 Tschetweriki = 4 Pud = etwa 97,516 Liter
- 1 Tschetwerik = 2 Polutschetweriki = 1 Pud = 1229 Pariser Kubikzoll = 24,378 Liter

Als Maßgrundlage diente getrockneter Roggen.